# Lucy Rigby
Lucy Clementine Moores Rigby est une femme politique et avocate du Parti travailliste britannique qui est députée de Northampton Nord depuis 2024. Elle est solliciteur général pour l’Angleterre et le Pays de Galles depuis le 2 décembre 2024.

## Jeunesse et éducation
Le père de Rigby sert dans les Royal Engineers et elle est née à l'hôpital RAF Wegberg en Allemagne. Sa mère travaille pour le NHS.
Elle étudie la politique à l'Université de Durham, où il obtient un baccalauréat ès arts (BA),. Elle obtient ensuite un diplôme d'études supérieures en droit à la Nottingham Law School et suit le cours de pratique juridique à l'Oxford Institute of Legal Practice.

## Carrière juridique
Rigby débute au Tribunal pénal international pour l'ex-Yougoslavie à La Haye. Elle rejoint Slaughter and May en tant que stagiaire en 2007 et est admise comme avocate en mai 2009,. Elle effectue des détachements à Bruxelles et à Sydney. Elle est associée chez Slaughter and May de 2009 à 2011, se spécialisant en droit de la concurrence,. Elle rejoint ensuite l'unité contentieuse de l'Office of Fair Trading, où elle travaille de 2011 à 2012.
Après avoir consacré du temps à tenter de remporter un siège parlementaire aux élections générales de 2015, Rigby travaille à l'organisme de défense des consommateurs Which ? de 2015 à 2017. Elle se spécialise dans les questions de droit de la concurrence et de la consommation.
En mars 2017, Rigby rejoint le cabinet d'avocats spécialisé en droit de la concurrence Hausfeld & Co LLP. Elle se spécialise en droit de la concurrence et en recours collectifs de grande envergure. Elle devient associée en 2021.

## Carrière politique
En 2010, Rigby est élue conseillère du quartier Holloway du conseil municipal d'Islington à Londres. Elle démissionne en mars 2012, déclenchant une élection partielle.
En 2012, Rigby est choisie comme candidat parlementaire potentiel du Parti travailliste pour Lincoln. Aux élections générales de 2015 au Royaume-Uni, elle arrive deuxième avec 18 533 voix (39,6 %).
Rigby est élue députée de Northampton Nord lors des élections générales de 2024.
En novembre 2024, elle est nommée secrétaire parlementaire privé auprès du ministère de la Justice. Elle est nommée solliciteur général en décembre 2024, lors d'un léger remaniement à la suite de la démission de Louise Haigh.